# 9063 Васі
9063 Васі (9063 Washi) — астероїд головного поясу, відкритий 17 грудня 1992 року.
Тіссеранів параметр щодо Юпітера — 3,564.
Названо на честь астронома-аматора Васі (яп. わし(鷲)).